# Proces o morderstwo z Nippur
Proces o morderstwo z Nippur – najstarsza znana rozprawa sądowa, która miała miejsce w Nippur w XIX wieku p.n.e. Spisany językiem sumeryjskim na tabliczce glinianej protokół procesu został odcyfrowany przez Samuela Kramera. Ogłoszony wyrok prawdopodobnie był precedensem dla podobnych przypadków, ponieważ znane są dwie kopie dokumentu.

## Treść dokumentu
| Oskarżeni | „Przysięgli” |
| --- | --- |
| 1. Nannasig, syn Lusina 2. Kuenlil, syn Kunanny 3. Enlilennam, niewolnik Addakalli, ogrodnik 4. Nindada, córka Luninurty, żona zamordowanego | 1. Urgula, syn Lugal 2. Buzu, syn Lusina 3. Lugalazida, syn Sinandula 4. Szeszkalla, syn Szara 5. Elutu, syn ...ea 6. Aliellatu, niższy urzędnik 7. Szu... lilum, urzędnik Ninurty 8. Dudu, ptasznik 9. Szeszkalla, tragarz [?] 10. Lugalkan, ogrodnik 11. Urbarsin, ogrodnik |

Istota sprawy
Luinanna, syn Lugalapindu, noszący tytuł niszakku i będący jednym z urzędników świątynnych, został zamordowany, po czym mordercy zawiadomili o tym żonę ofiary. Nindada nie wydała zabójców męża władzy. Sprawa została przedstawiona królowi Ur-Ninurcie, który polecił Zgromadzeniu w Nippur jej rozpatrzenie.
Wyrok
Dziewięciu „przysięgłych” zażądało dla morderców i żony zabitego kary śmierci. Szu... lilum i Urbarsin opowiedzieli się za uniewinnieniem kobiety. Według nich Nindada nie brała udziału w przestępstwie i nie miała powodów, aby wydawać sędziom morderców Luinanny. W rezultacie tylko trzech mężczyzn zostało skazanych na karę śmierci.

## Analiza dokumentu
Proces miał miejsce w połowie XIX wieku p.n.e. Sumer upadł ponad stulecie wcześniej, a z Isin rządzili królowie semiccy. Mimo to w sądownictwie i świątyniach nadal używano języka sumeryjskiego, tradycje sumeryjskie były silne w społeczeństwie. Władcy semiccy po opanowaniu obszarów, niegdyś zamieszkałych przez Sumerów, korzystali z ich dorobku kulturowego, dostosowując go do nowych realiów politycznych.
Sprawa z połowy XIX wieku p.n.e. należała do bardzo trudnych, gdyż król – przypuszczalnie odwołując się do obyczajów sumeryjskich – przekazał ją Zgromadzeniu w Nippur, świętym mieście Sumerów. W poważnych sprawach Zgromadzenie pełniło funkcję sądu i było uprawnione do wydania wyroku śmierci. Spisany podczas rozprawy protokół prawdopodobnie był traktowany jako precedens w wyrokowaniach w podobnych przypadkach, gdyż odnaleziono jego kopie. Sprzeciw Szu... liluma i Urbarsina w zasądzeniu kary śmierci dla Nindady opierał się na czynnikach psychologicznych. „Przysięgli” nie widzieli powodu, by uznać ją za winną, gdyż nie brała udziału w morderstwie, a milczenie po tym, jak się dowiedziała o śmierci męża, nie powinno być karane.
Protokół jest najstarszym źródłem, poświadczającym prawdopodobnie istnienie w starożytności instytucji, przypominającej sąd przysięgłych. Przypuszczenie to opiera się na dwóch czynnikach. Po pierwsze, jedenastu wypowiadających się w sprawie nie zostało nazwanych świadkami. Nie są anonimowi – odnotowano ich imiona, pochodzenie lub profesję. Zgromadzenie i „przysięgli” zwracają się do siebie bezpośrednio. Po drugie, w gronie „przysięgłych” nastąpiła rozbieżność opinii o winie żony zabitego.